# Agnitio
Agnitio (Lat; Gr. anagnorisis; Eng. discovery) is een term van Aristoteles die betekent dat een personage inzicht omtrent zijn situatie verkrijgt. Het gevolg is vaak de peripeteia (beslissende wending) van een toneelstuk. De term is door Joost van den Vondel vertaald met het woord 'herkennisse'.

## Betekenis
De agnitio betreft een ontdekking, namelijk de herkenning door de protagonist van iets zeer belangrijks waarvan hij zich niet eerder bewust was. Deze ontdekking kan betrekking hebben op de situatie waarin hij verkeert, de ware aard van zijn handeling of de gevolgen daarvan. Deze herkenning luidt vaak de peripetie oftewel ommekeer in. Aristoteles, de uitvinder van de term agnorisis, omschreef deze in zijn Poëtica als volgt.

Ook de herkenning is een ommekeer, en wel, zoals het woord al aanduidt, van onwetendheid naar inzicht, waardoor verwantschap of vijandschap onthuld wordt, en die zich voltrekt in hen wier situatie duidelijk als gelukkig of ongelukkig was omschreven. De herkenning is het meest geslaagd wanneer er tegelijkertijd een peripetie plaatsvindt, zoals het geval is met de herkenning in de Oedipus. 
Nu zijn er ook andere vormen van herkenning. Want zij doet zich ook voor met betrekking tot levenloze zaken en toevallige dingen, en ook is het mogelijk 'te herkennen' of iemand iets gedaan heeft, of niet. Maar de herkenning die het meest aan de plot en de handeling eigen is, is toch wel de genoemde, omdat de herkenning van persoonlijke betrekkingen en de peripetie medelijden of angst zal opwekken (en we hadden als uitgangspunt vastgesteld dat de tragedie een uitbeelding van zulke handelingen is); want het is door zulke herkenningen dat de ongelukkige resp. gelukkige afloop van het stuk bepaald zal worden.
Aangezien de herkenning dus herkenning is tussen bepaalde personen doen zich daarbij twee mogelijkheden voor: sommige herkenningen betreffen alleen die van persoon A door persoon B, wanneer het nl. voor A al duidelijk is wie B is; in andere gevallen moeten beide personen elkaar herkennen. Een voorbeeld van de laatste kategorie is dat Iphigeneia aan Orestes onthuld werd doordat zij haar brief wilde meegeven, waarna er een tweede handeling nodig was om Orestes' identiteit te onthullen aan Iphigeneia.
— Aristoteles, paragraaf XI, p. 47-48. Cursief van de vertalers.

## Voorbeelden
In Iphigeneia in Tauris van Euripides herkent Iphigeneia tijdig haar broer Orestes in de Griek die ze ten offer moet brengen.
Aan het einde van Shakespeares komedie Twelfth Night onthult de Duke aan Cesario dat hij eigenlijk Viola is. In Othello daagt het het titelpersonage dat Iago een leugenachtige bedrieger is.
In de jaren 1640 verdiepte Vondel zich in de aard en opzet van de tragedie, met als gevolg dat hij reeds in het voorwoord van zijn pastorale Leeuwendalers (1647) wijst op zijn gebruik van de agnitio, door hem 'herkennisse' genoemd. In dit stuk luidt de herkenning van de echte identiteit van Hageroos de wending in het stuk in. In Vondels treurspelen Salomon en Lucifer komt de herkenning van de situatie voort uit de handeling zelf en beslist vervolgens de ontknoping van die handeling. Aan het einde van het vierde bedrijf brengt een onweer Salomo tot het inzicht dat zijn keuze voor de afgodendienst, hem door zijn echtgenote opgedrongen, betekent dat God hem verstoot. Lucifer komt tot de erkenning dat verzet tegen de status van de mens zoals hem door God toebedeeld, gelijkstaat aan verzet tegen God.
In zijn voorrede tot het treurspel Jeptha (1659) zet Vondel uiteen dat de peripetie en agnitio zich zelfs in twee personen voordoen. Jefta beseft dat hij zich met het doorzetten van het offeren van zijn dochter Ifis heeft bezondigd aan hoogmoed. Zijn echtgenote Philopaie verheugde zich op het weerzien met haar dochter, maar die blijdschap verandert in treurnis als zij verneemt dat haar dochter buiten haar medeweten is geofferd.

## In andere genres
Volgens de Amerikaanse letterkundige M.H. Abrams bevat ook de roman Joseph Andrews (1742) van de Britse auteur Henry Fielding een agnitio, namelijk de ontdekking door het titelpersonage via een geboortemarkering dat hij in werkelijkheid de zoon is van meneer en mevrouw Wilson.